# Орду Балък
Орду Балък, наричан също Карабалгасун или Хар Балгас, е древен град в Централна Азия, съществувал през 744 – 840 година, столица на Уйгурския каганат.
Разположен е в днешна централна Монголия, в долината на река Орхон. Основан е през 744 година от владетелите на новосъздадения Уйгурски каганат на мястото на по-старо тюркско селище. През 840 година е разрушен от енисейските киргизи. Днес са запазени само следи от някогашните сгради и съоръжения, заемащи площ от 3200 хектара, като за стените на дворцовия комплекс се смята, че са достигали височина 10 метра.
Орду Балък е част от груповия паметник на ЮНЕСКО Културен ландшафт на Орхонската долина.

## Известни личности
Починали в Орду Балък
- Бьогю (? – 780), каган
- Кутлуг II (? – 805), каган
- Кюлюг Бег (? – 839), каган
- Моянчур (716 – 759), каган
- Толосу (? – 790), каган
- Тун Бага (? – 789), каган